# أنشطة وكالة المخابرات المركزية في أفغانستان
شاركت وكالة المخابرات المركزية الأمريكية (CIA) منذ سبعينيات القرن الماضي في عمليات متعددة في أفغانستان. بدأت العملية الكبرى الأولى -المسماة عملية الإعصار- في عام 1979. كانت عبارة عن برنامج لتسليح وتمويل مقاتلي المجاهدين في أفغانستان قبل وأثناء التدخل العسكري من قبل الاتحاد السوفييتي (الاتحاد السوفييتي). كان الرئيس رونالد ريغان قد أيد توسيع عقيدة ريغان، والتي ساعدت حركات المقاومة المناهضة للسوفييت في جميع أنحاء العالم. دعم البرنامج بشكل أساسي الجماعات الإسلامية المتشددة التي فضلها نظام محمد ضياء الحق في باكستان المجاورة، على حساب جماعات المقاومة الأخرى التي تقاتل جمهورية أفغانستان الديمقراطية ذات التوجه الماركسي. كانت عملية السايكلون واحدة من أطول وأكثر العمليات السرية لوكالة المخابرات المركزية تكلفة على الإطلاق؛ كلفت أكثر من 20-30 مليون دولار سنويًا منذ عام 1980، وارتفعت إلى 630 مليون دولار سنويًا في عام 1987. استمر التمويل بعد عام 1989 حيث قاتل المجاهدون قوات PDPA بقيادة محمد نجيب الله خلال الحرب الأهلية في أفغانستان (1989-1992). بعد انسحاب القوات السوفييتية، كان هدف وكالة المخابرات المركزية هو الإطاحة بحكومة نجيب الله، التي تشكلت في ظل الاحتلال السوفييتي. كانت الفصائل الثلاثة الرئيسية التي دعمتها وكالة المخابرات المركزية هي: أحمد شاه مسعود، وقلب الدين حكمتيار، وجلال الدين حقاني. نشبت حرب أهلية أخرى في عام 1990، حيث سعت المخابرات الداخلية (ISI) وحكمتيار إلى القضاء على جميع الخصوم بعنف، بما في ذلك مسعود. على الرغم من تلك الحرب الضروس، صاغت وكالة الاستخبارات الباكستانية ووكالة المخابرات المركزية خطة للإطاحة بحكومة نجيب الله في شتاء 1989-1990 الهجوم على كابول. كجزء من هذا الهجوم، دفعت وكالة المخابرات المركزية مسعود 500000 دولار، علاوة على راتبه الشهري البالغ 200000 دولار، لإغلاق ممر سالانج، وهو ما فشل مسعود في القيام به. خلال تلك الفترة، أصبحت الولايات المتحدة مهتمة بشكل متزايد بالعلاقة بين باكستان وطالبان، حيث أصبحت طالبان تشكل تهديدًا أكثر تطرفًا ومباشرًا للولايات المتحدة ومواطنيها وكبار الشخصيات الأجنبية.

## أفغانستان 1979

### تحليل الذكاء
أكمل مركز التقييم الخارجي الوطني التابع لوكالة المخابرات المركزية العمل على تقرير بعنوان: (أفغانستان: الاختلاف العرقي والخلاف) في مايو 1979، على الرغم من أنه لم ينشر رسميًا حتى مارس 1980. ومن غير المعروف ما إذا كانت المعلومات متاحة بسهولة لواضعي السياسات في وقت غزو ديسمبر 1979.
وفقًا لهذا التقرير، بدأ التمرد القبلي البشتوني في عام 1978، مع تنصيب حكومة موالية للسوفييت. البشتون مسلمون متدينون والإلحاد الشيوعي لا يتماشى مع معتقداتهم الإسلامية القوية. علاوة على ذلك، كان التفوق التاريخي للسياسيين البشتون في السياسة الأفغانية منذ القرن الثامن عشر بمثابة قضية خلافية عززت مقاومة الجماعات القبلية. التضامن العرقي بين البشتون قوي مقارنة بالطاجيك، الذين هم ثاني أكبر مجموعة عرقية في أفغانستان.

### الغزو السوفيتي ورد الولايات المتحدة
استولى الشيوعيون الأفغان بقيادة نور محمد تراكي على السلطة من محمد داود خان في ثورة ساور في 27 أبريل 1978. سبق للاتحاد السوفييتي أن استثمر في تصدير الأيديولوجية الشيوعية إلى أفغانستان ودرب العديد من ضباط الجيش المتورطين في الإطاحة بخان. كان خان نفسه قد أطاح بالملك محمد ظاهر شاه، منهيًا أكثر من قرنين من حكم النظام الملكي الأفغاني، قبل ذلك بخمس سنوات في الانقلاب الأفغاني عام 1973. وقعت جمهورية أفغانستان الديمقراطية المشكلة حديثًا - والتي قسمت بين فصيل خالق المتطرف بزعامة تراقي وفصيل بارشام الأكثر اعتدالًا - معاهدة صداقة مع الاتحاد السوفييتي في ديسمبر 1978. وصل مئات المستشارين السوفييت إلى أفغانستان. ترافقت جهود تراقي لتحسين التعليم وإعادة توزيع الأراضي مع عمليات إعدام جماعية (بما في ذلك العديد من القادة الدينيين المحافظين) وقمع سياسي لم يسبق له مثيل في التاريخ الأفغاني، ما أشعل ثورة من قبل المجاهدين المتمردين. بدأ التمرد في التبلور مع انتفاضة مارس 1979 في مدينة هرات بغرب أفغانستان، والتي تضم عددًا كبيرًا نسبيًا من الشيعة وعلاقات عميقة بإيران (التي كانت آنذاك في خضم الثورة الإيرانية)؛ ألهم خطاب الزعيم الإيراني روح الله الخميني إلى جانب انشقاق النقيب إسماعيل خان من القوات المسلحة لجمهورية أفغانستان الإسلامية عددًا لا يحصى من الأفغان -السنة والشيعة على حد سواء- لمقاومة التغيير العلماني بعنف. فشلت عمليات القتل الجماعي التي نفذتها جمهورية أفغانستان الديمقراطية لما يصل إلى 20 ألفًا من سكان هرات، تلتها مذبحة كيرالا، في ردع تمردات إضافية في جلال آباد ثم عبر أفغانستان: بحلول عام 1980، قلل الفرار من حجم الجيش الأفغاني بأكثر من النصف. بعد انتفاضة عامة في أبريل 1979، خلع تراقي من قبل منافس خلق حافظ الله أمين في سبتمبر. اعتبر أمين مختل عقليًا ووحشيًا من قبل المراقبين الأجانب. حتى السوفييت انزعجوا من وحشية الشيوعيين الأفغان، واشتبهوا في أن أمين كان عميلًا لوكالة المخابرات المركزية الأمريكية (CIA)، على الرغم من أن الأمر لم يكن كذلك. في الواقع، لم يكن لدى وكالة المخابرات المركزية (التي أذهلها انقلاب عام 1978) اهتمامًا أو فهمًا ضئيلًا للسياسة الداخلية لأفغانستان في ذلك الوقت. ركزت جهودها المحدودة في جمع المعلومات الاستخبارية في البلاد بشكل كبير على الوجود السوفييتي، لا سيما فيما يتعلق بالتكنولوجيا العسكرية السوفيتية، ولم تكن مستعدة لإنفاق موارد كبيرة على تجنيد الشيوعيين الأفغان. في ديسمبر، بسبب مخاوف من أن حكومة أمين تفقد السيطرة على البلاد، غزا الاتحاد السوفيتي أفغانستان، واغتال أمين في هجوم مفاجئ، وعين زعيم بارشام بابراك كرمل كزعيم أفغاني جديد، وأشرف على تطهير أنصار أمين.
أعرب الرئيس الأمريكي جيمي كارتر عن دهشته من الغزو، حيث كان إجماع مجتمع المخابرات الأمريكية خلال عامي 1978 و1979 -الذي تكرر في 29 سبتمبر 1979- هو أن موسكو لم تنو التدخل بالقوة حتى لو بدا من المرجح أن حكومة خلق على وشك الانهيار. في الواقع، احتوت مداخل مذكرات كارتر من نوفمبر 1979 حتى الغزو السوفيتي في أواخر ديسمبر على إشارتين قصيرتين فقط لأفغانستان، وبدلًا من ذلك منشغلة بأزمة الرهائن المستمرة في إيران. ومع ذلك، بينما أساء محللو وكالة المخابرات المركزية تقدير احتمالية حدوث غزو، تتبعت وكالة المخابرات المركزية بعناية الأنشطة العسكرية السوفييتية في أفغانستان وحولها، ما سمح لها بالتنبؤ بدقة بغزو عشية عيد الميلاد في 22 ديسمبر. في الغرب، كان الغزو السوفيتي لأفغانستان يعد تهديدًا للأمن العالمي وإمدادات النفط في الخليج الفارسي. علاوة على ذلك، أدى الفشل في التنبؤ الدقيق بالنوايا السوفيتية إلى قيام المسؤولين الأمريكيين بإعادة تقييم التهديد السوفيتي لكل من إيران وباكستان، على الرغم من أنه من المعروف الآن أن هذه المخاوف مبالغ فيها. على سبيل المثال، تابعت المخابرات الأمريكية عن كثب التدريبات السوفيتية لغزو إيران طوال عام 1980، في حين أن تحذيرًا سابقًا من مستشار كارتر للأمن القومي (NSA) أنه إذا جاء السوفييت للسيطرة على أفغانستان، فيمكنهم الترويج لبلوشستان منفصلة ... [وهكذا] أصبح تقسيم أوصال باكستان وإيران ضرورة ملحة جديدة. كانت هذه المخاوف عاملًا رئيسيًا في الجهود غير المتبادلة لكل من إدارتي كارتر وريغان لتحسين العلاقات مع إيران، وأسفرت عن مساعدة ضخمة للرئيس الباكستاني محمد ضياء الحق. توترت علاقات الرئيس ضياء مع الولايات المتحدة خلال رئاسة كارتر بسبب البرنامج النووي الباكستاني وإعدام ذو الفقار علي بوتو في أبريل 1979، لكن كارتر أخبر بريجنسكي ووزير الخارجية سايروس فانس في وقت مبكر من يناير 1979 أنه من الضروري إصلاح علاقاتنا مع باكستان في ظل الاضطرابات في إيران. إحدى المبادرات التي سمح لها كارتر بتحقيق هذا الهدف كانت التعاون بين وكالة المخابرات المركزية والمخابرات الباكستانية (ISI). من خلال وكالة المخابرات المركزية، بدأت وكالة المخابرات المركزية في تقديم أكثر من 500000 دولار من المساعدات غير الفتاكة للمجاهدين في 3 يوليو 1979 - قبل عدة أشهر من الغزو السوفيتي. من المحتمل أن يكون النطاق المتواضع لهذا التعاون المبكر متأثرًا بالفهم، الذي رواه لاحقًا مسؤول كبير في وكالة المخابرات المركزية روبرت جيتس، أن برنامج المساعدة الأمريكية الخفي الكبير قد يزيد من المخاطر ما تسبب في تدخل السوفييت أكثر. بشكل مباشر وقوي أكثر مما هو مقصود.